# NGC 848
NGC 848 (другие обозначения — MCG -2-6-36, MK 1026, ARP 318, KUG 0207-105, IRAS02078-1033, PGC 8299) — галактика в созвездии Кит.
Этот объект входит в число перечисленных в оригинальной редакции «Нового общего каталога» и «Атласа пекулярных галактик».
В галактике наблюдается повышенное ультрафиолетовое излучение, и потому её относят к галактикам Маркаряна.
В галактике, также как и в NGC 838 и NGC 839, доминирует излучение, вызванное вспышкой звёздообразования.
Галактика NGC 848 входит в состав группы галактик NGC 835. Помимо NGC 848 в группу также входят NGC 833, NGC 835, NGC 838, NGC 839, NGC 873 и MGC -2-6-19.